# Миасский напилочный завод
Миа́сский напи́лочный заво́д — российский завод, производивший напильники и штампы. Основан в 1916 году. Первые годы назывался Миасский пилозубный завод. С 1992 года — ОАО «Миасский инструментальный завод». Местоположение — город Миасс Челябинской области. Являлся крупнейшим предприятием СССР по производству напильников. Работал до начала 2000-х годов.

## История
С 1908 года в Риге (Российская империя) существовал пилозубный завод «Саламандра» — филиал английской фирмы «Томас Фирт и сыновья» («Thomas Firth & Sons»), специализировавшийся на производстве напильников. В период Первой мировой войны правительство Российской империи выкупило у англичан этот завод, эвакуировав его станки и оборудование в Миасс. Сам завод в Риге прекратил свое существование к маю 1916 года. Вместе с заводом в Миасс прибыли 130 латвийских рабочих. Производство расположилось на территории бывшего медеплавильного завода. Помимо эвакуированных специалистов на работу были наняты 220 местных жителей.
Пилозубный завод стал первым индустриальным предприятием Миасса. За свою историю он сыграл важную роль в экономической и социальной жизни города. В 1917 году он был центром борьбы за установление в городе советской власти. Революционные настроения в Миассе создавались во многом благодаря влиянию рабочих-латышей.
23 февраля (8 марта) 1916 года Миасским пилозубным заводом была выпущена первая партия напильников. До конца того года было изготовлено 228 тысяч напильников.
На протяжении своей истории завод выпускал широкий диапазон изделий: от «драчёвых» напильников до маникюрных пилок. Он являлся крупнейшим предприятием СССР по производству напильников. На протяжении десятилетий завод был лучшим в стране и одним из лучших в мире. Например, на нём впервые в мировой практике была освоена нарезка напильников вместо их насечки. Продукция завода экспортировалась более чем в 40 стран.
В годы Великой Отечественной войны на Миасский напилочный завод поступило оборудование от эвакуировавшихся в тыл Луганского и Серпуховского заводов. В тот период Миасский напилочный был единственным в стране поставщиком напильников как для военной промышленности, так и для всего народного хозяйства.
Во время наивысшей производительности заводских мощностей, на Миасском напилочном трудились 2000 человек, выпускавших за смену 185 тысяч напильников.
10 июля 1981 года на Миасском напилочном заводе был изготовлен миллиардный напильник.

Миасские напилочники славились в стране как наиболее качественные, не уступали «немцам» и разным прочим «шведам», а главное — «англичанам», нашим основным конкурентам.
— Н. В. Богачёв, председатель горисполкома города Миасса (1963—1968), первый секретарь Миасского горкома КПСС (1968—1982), 
почётный гражданин города Миасса (2000).
С 1981 года выпуск напильников стал снижаться из-за уменьшения на них спроса.
В 1985 году был пущен цех по производству универсальных переналаживаемых штампов для роботизированных прессов, началось освоение пресс-форм для изготовления шприцев одноразового использования. В 1990-е годы производство резко сократилось.
При заводе существовал музей. После прекращения производственной деятельности в начале 2000-х годов экспонаты заводского музея были переданы в Миасский краеведческий музей.

## Ленин — почётный насекальщик
C 1923 по 1991 год на Миасском напилочном заводе де-юре состоял в штате заводского коллектива В. И. Ленин. Являясь «почётным насекальщиком», он получал зарплату и состоял в профсоюзе.

## Директора
- В. Н. Пономарёв
- Н. М. Кудымов
- П. Ф. Арефьев
- А. И. Вахламов (1941—1945)
- А. И. Вохминцев
- Александр Петрович Маринкин (1954—1962)
- А. В. Ядрошников
- П. Ф. Арефьев
- Б. П. Хаханкин[2][5]
- В. Н. Ермолаев[1]

## Здание заводоуправления: «Дворец Михайловский»
В декабре 2020 года была завершена реставрация здания заводоуправления Миасского напилочного (инструментального) завода.
Здание построено в 1820-е годы. Является памятником архитектуры

## Галерея

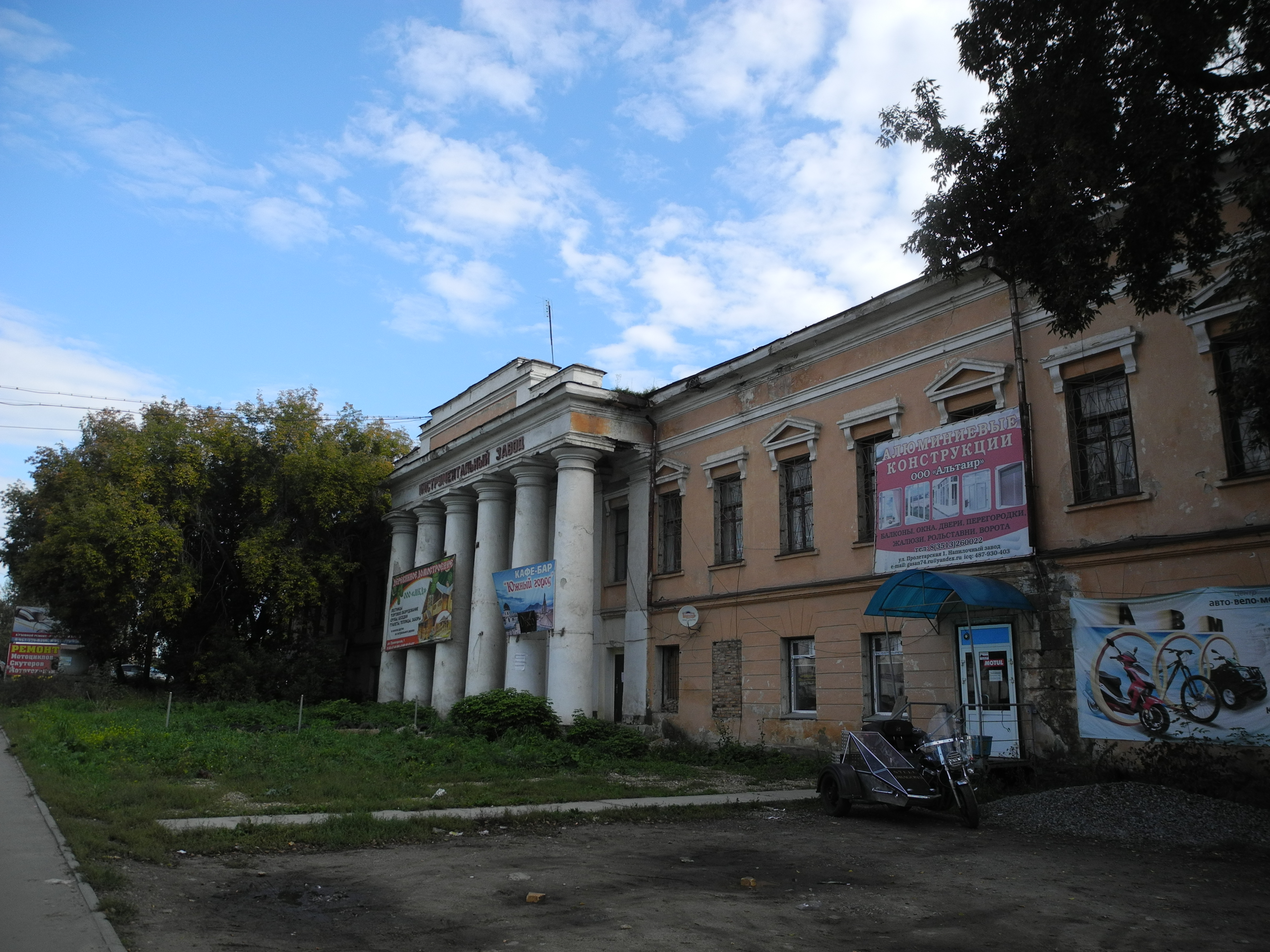
Здание заводоуправления до реставрации (2013)
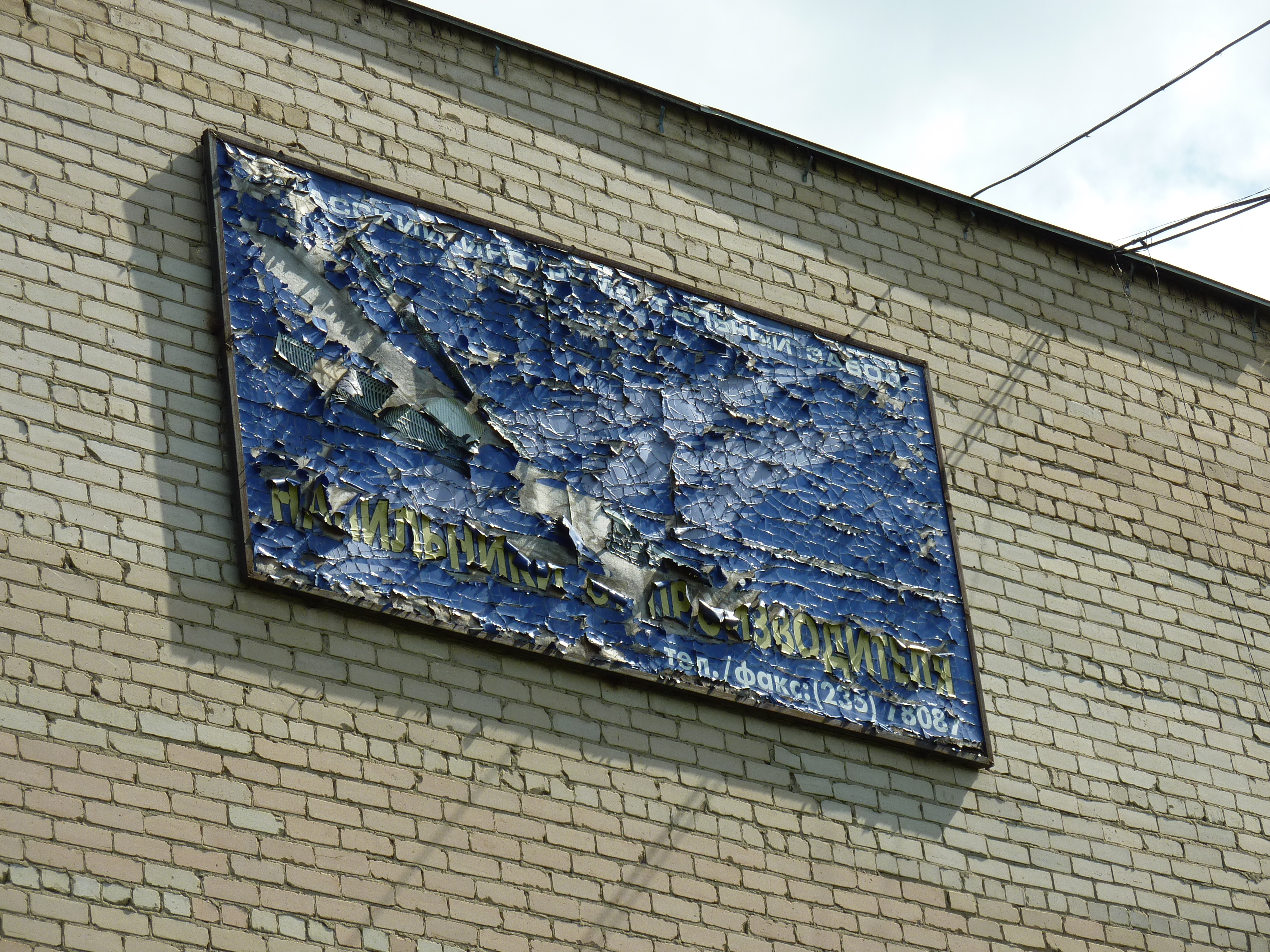
Остатки старой рекламы (2015): «Напильники от производителя»
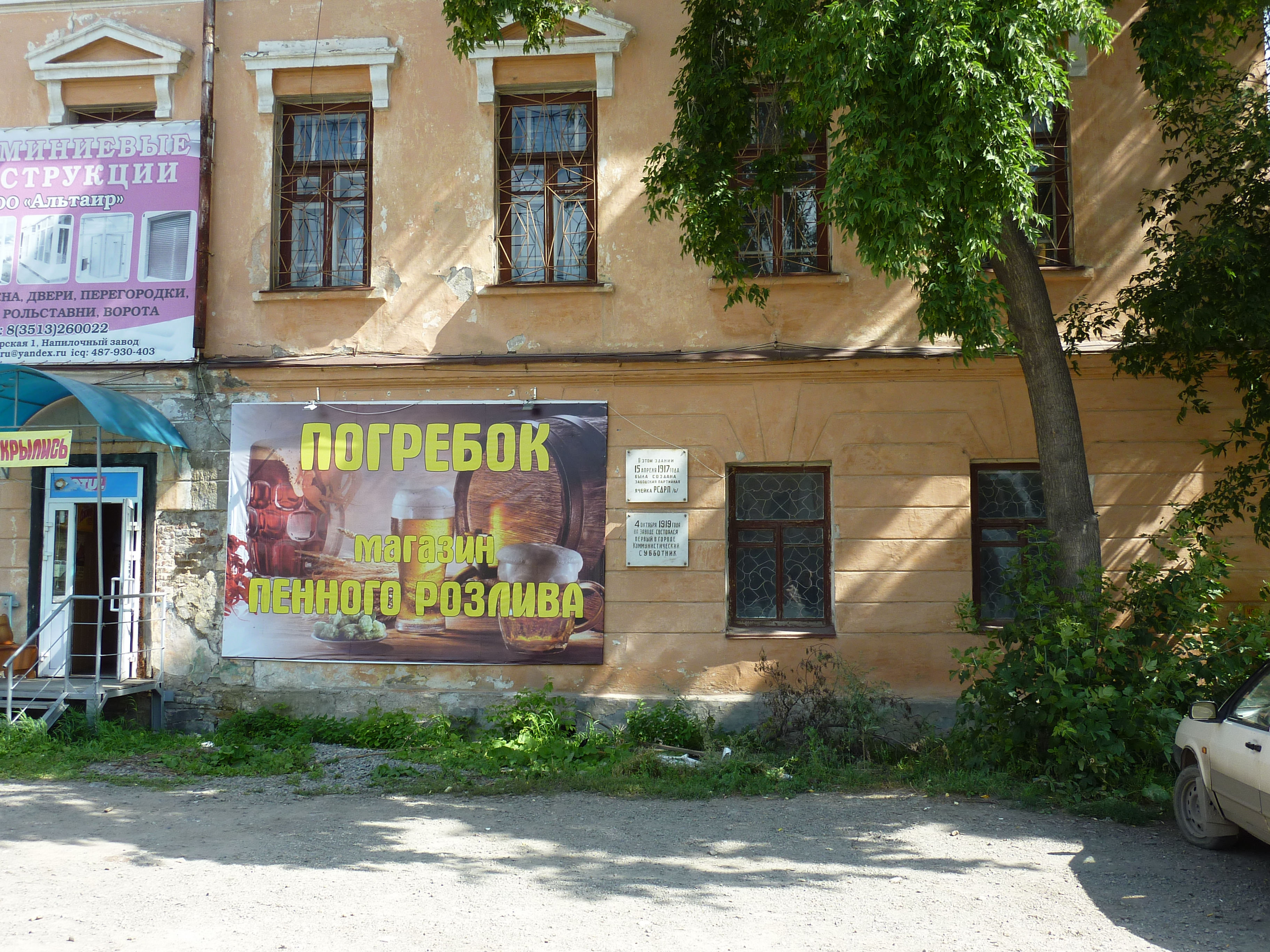
Здание заводоуправления до реставрации (2015): фрагмент фасада с памятными досками
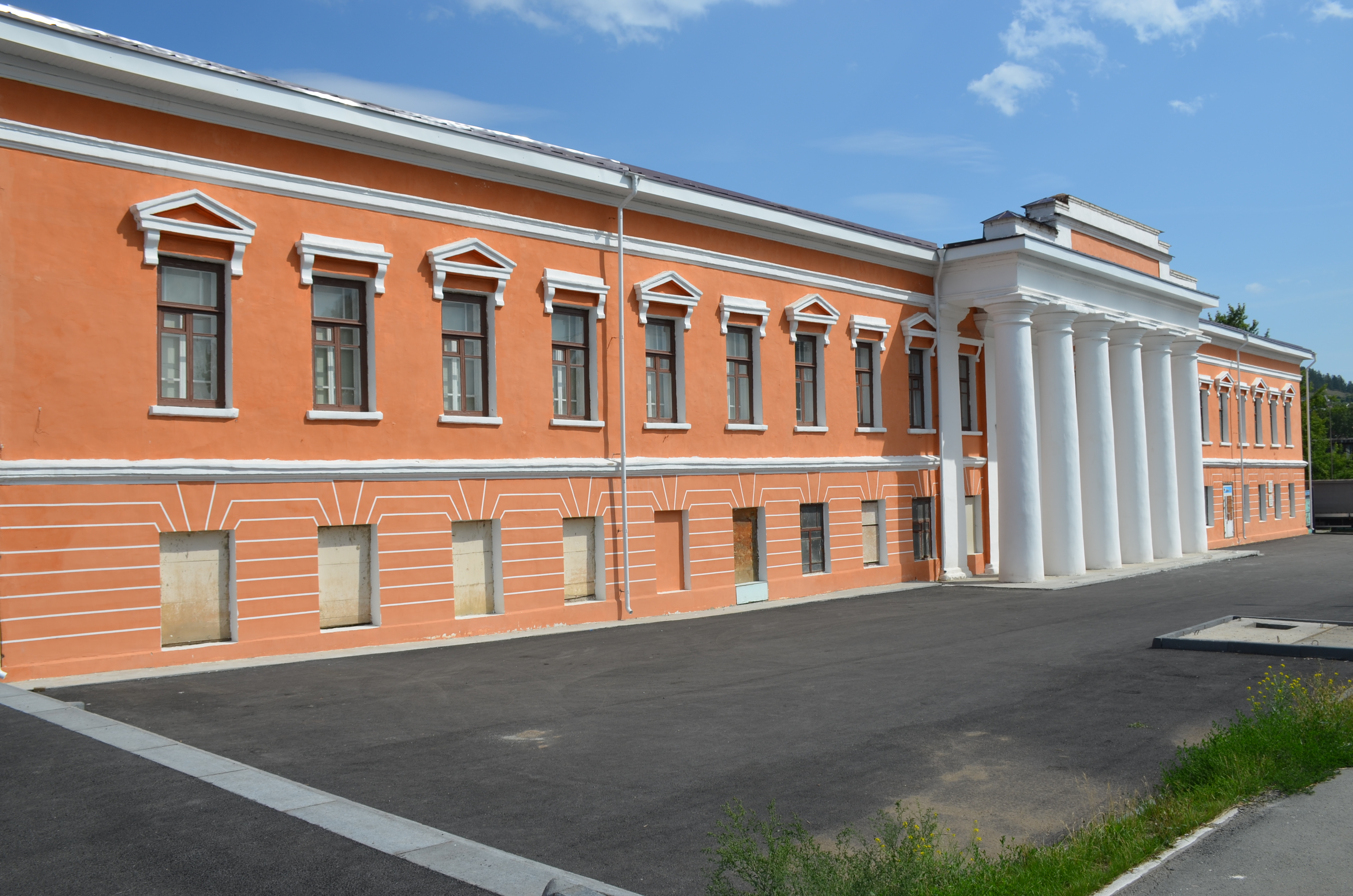
Здание заводоуправления в процессе реставрации (2016)
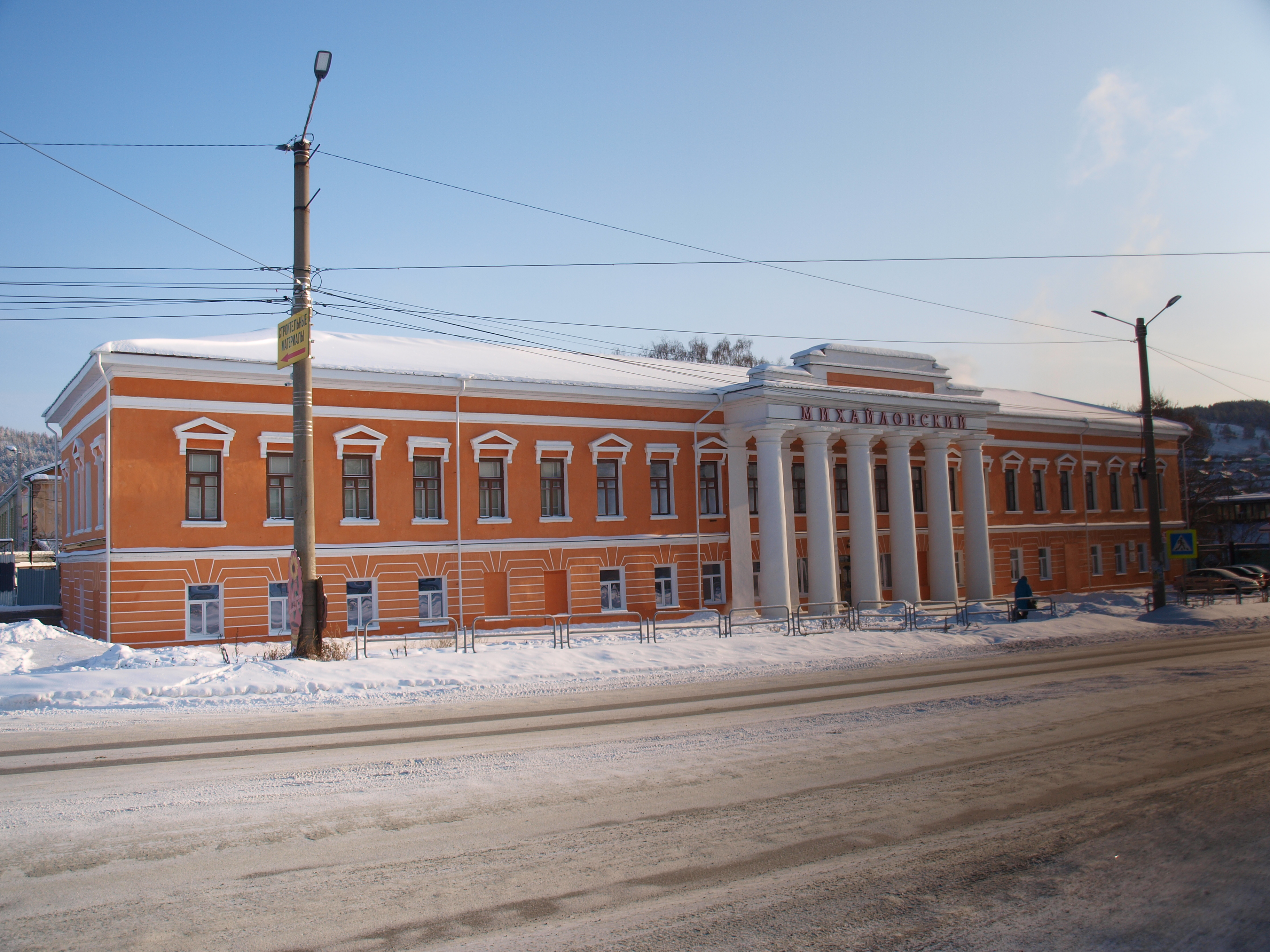
Здание заводоуправления после реставрации (2021)
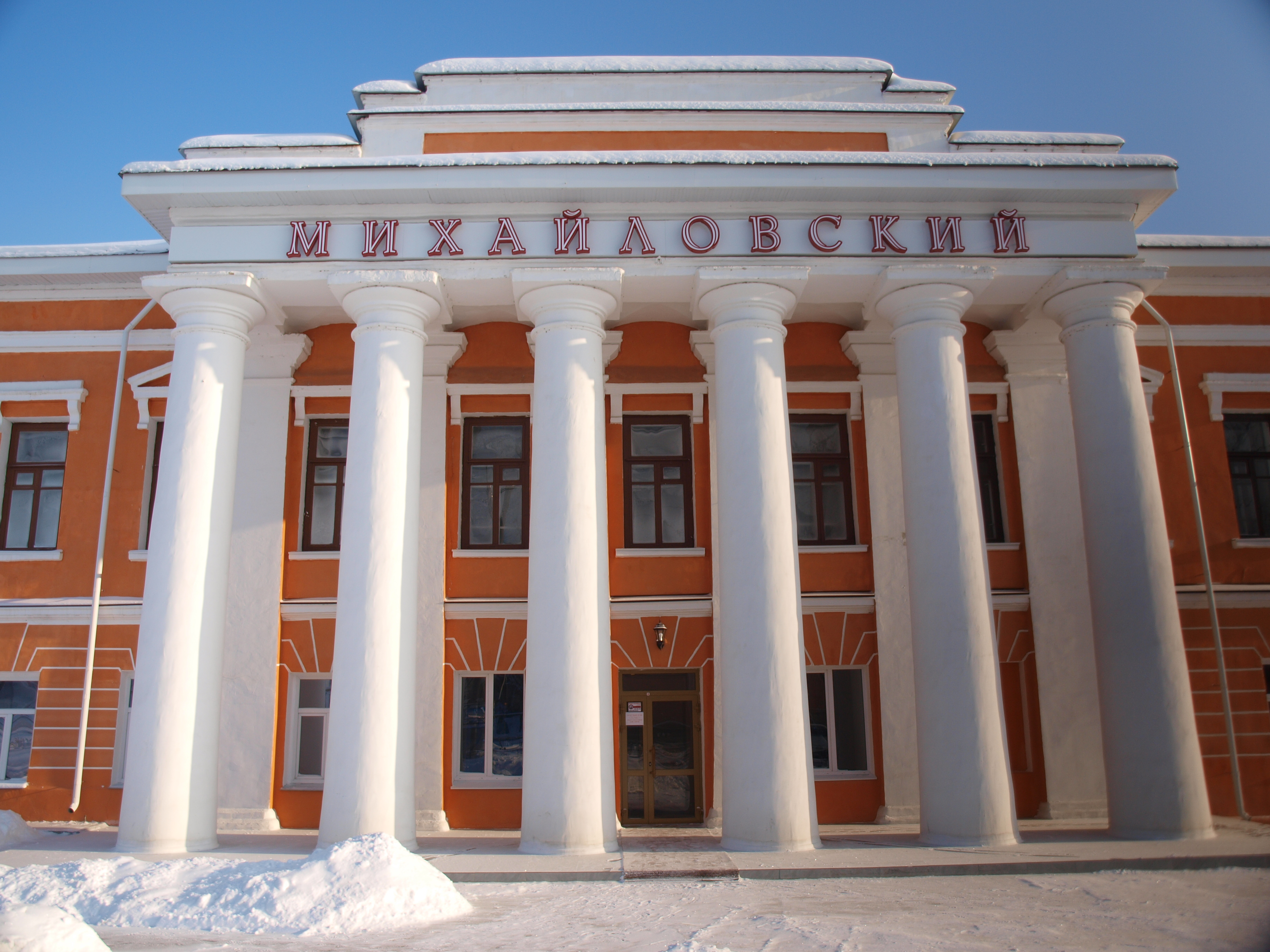
Здание заводоуправления («Дворец Михайловский»): Колоннада
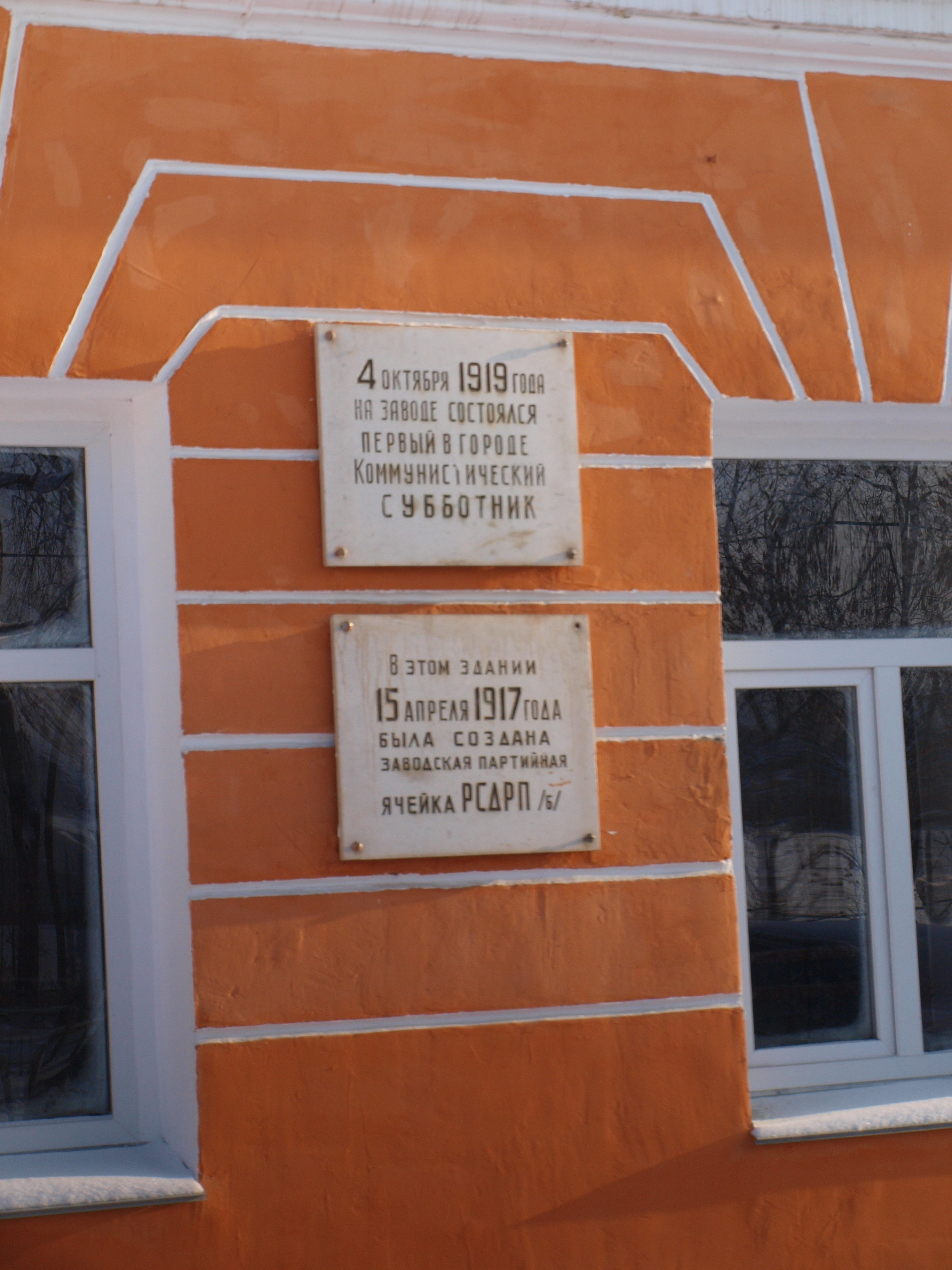
Здание заводоуправления («Дворец Михайловский»): памятные доски на фасаде
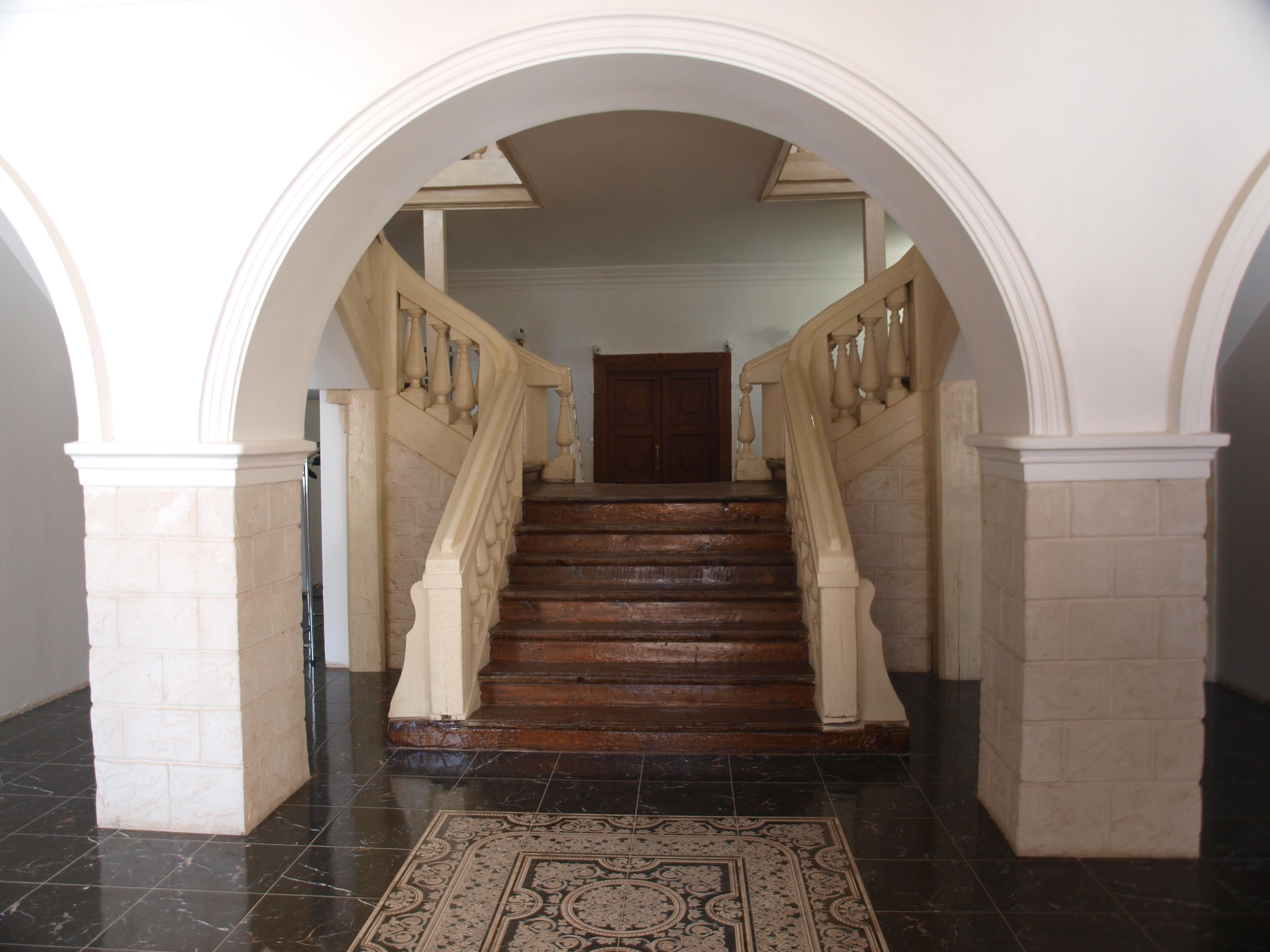
Здание заводоуправления («Дворец Михайловский»): Парадная лестница (1820-е годы)
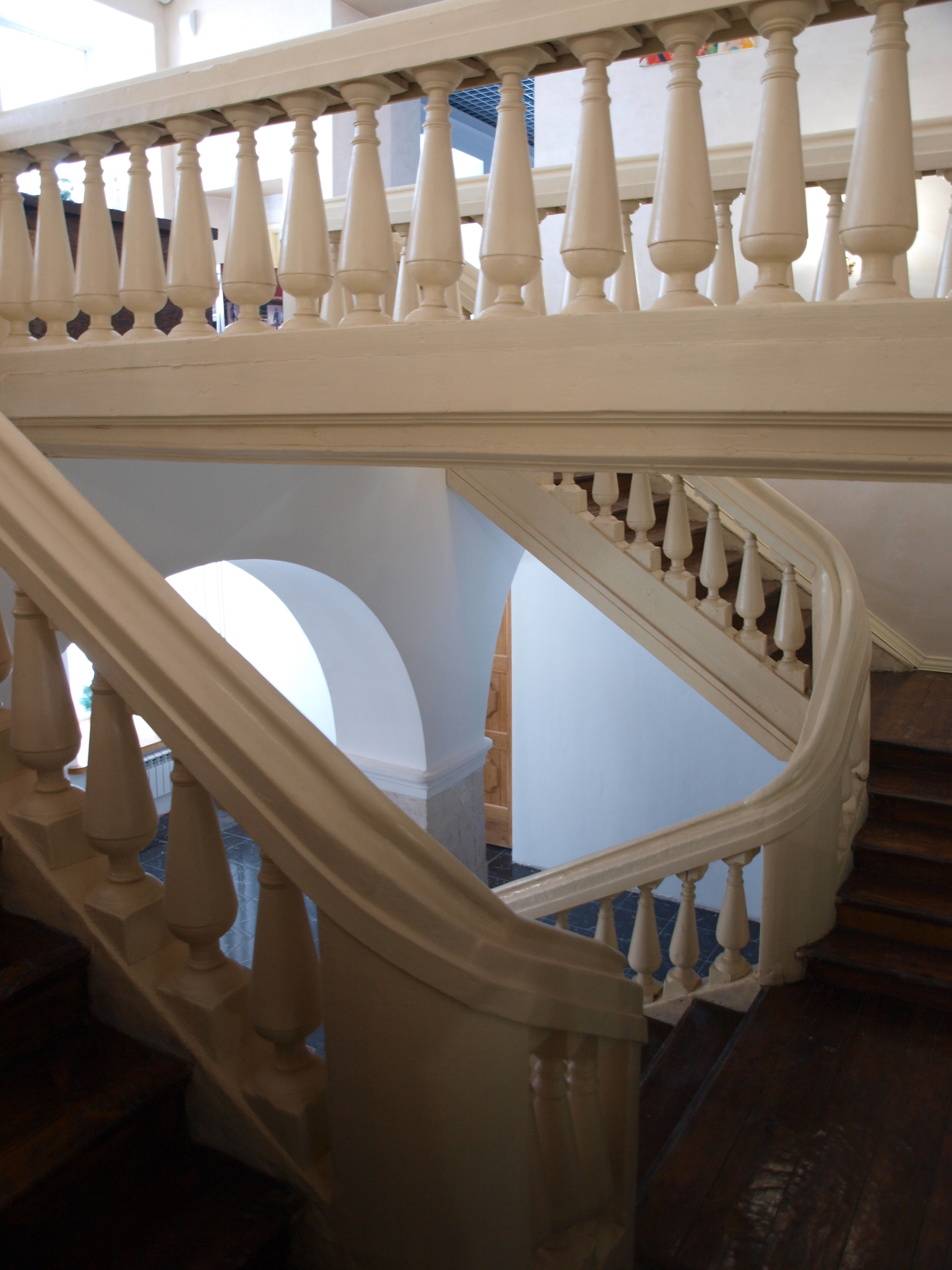
Здание заводоуправления («Дворец Михайловский»): Парадная лестница. Вид с лестничного пролёта между 1-м и 2-м этажами
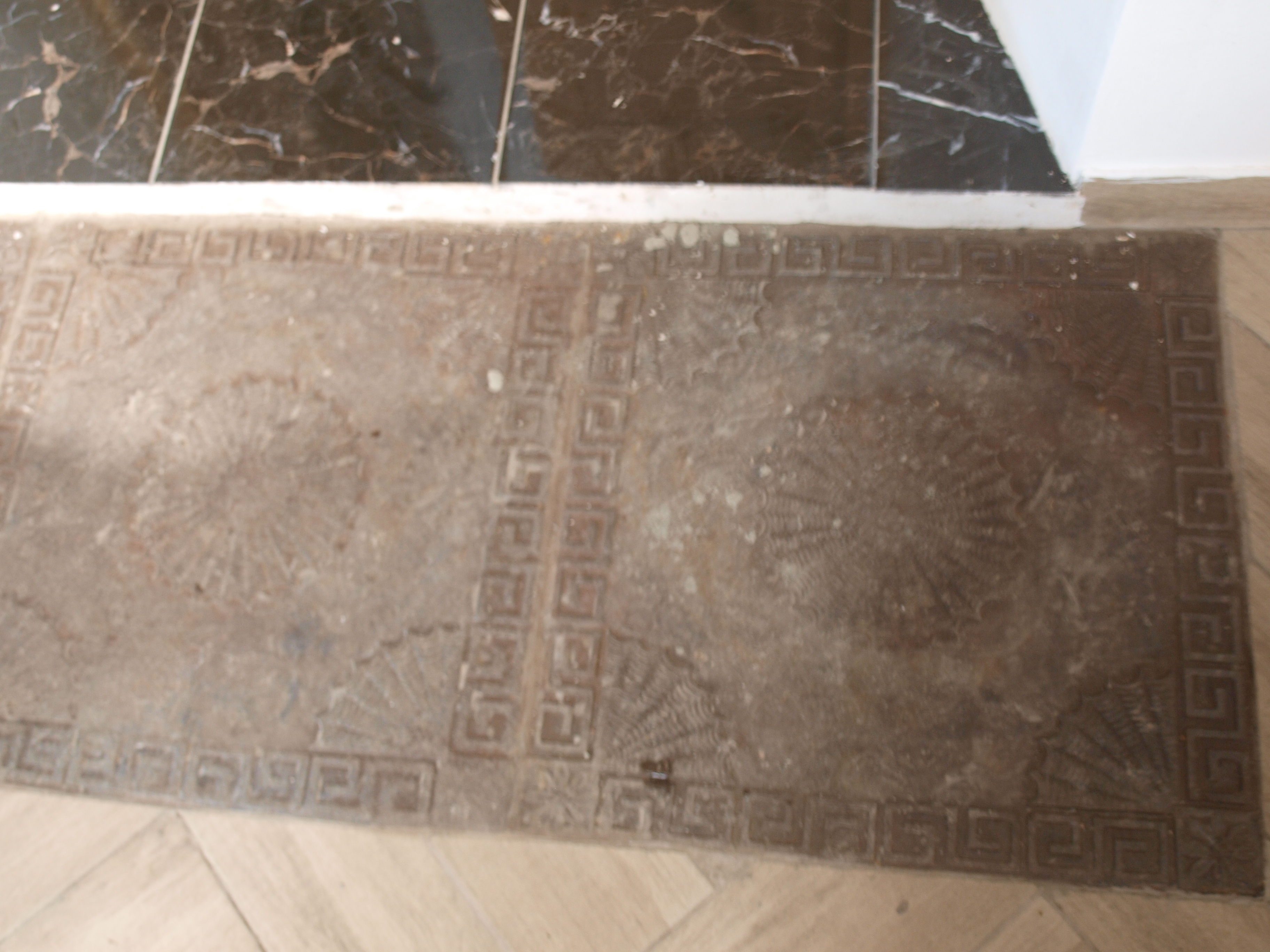
Здание заводоуправления («Дворец Михайловский»): Старинные напольные чугунные плиты (XIX век)
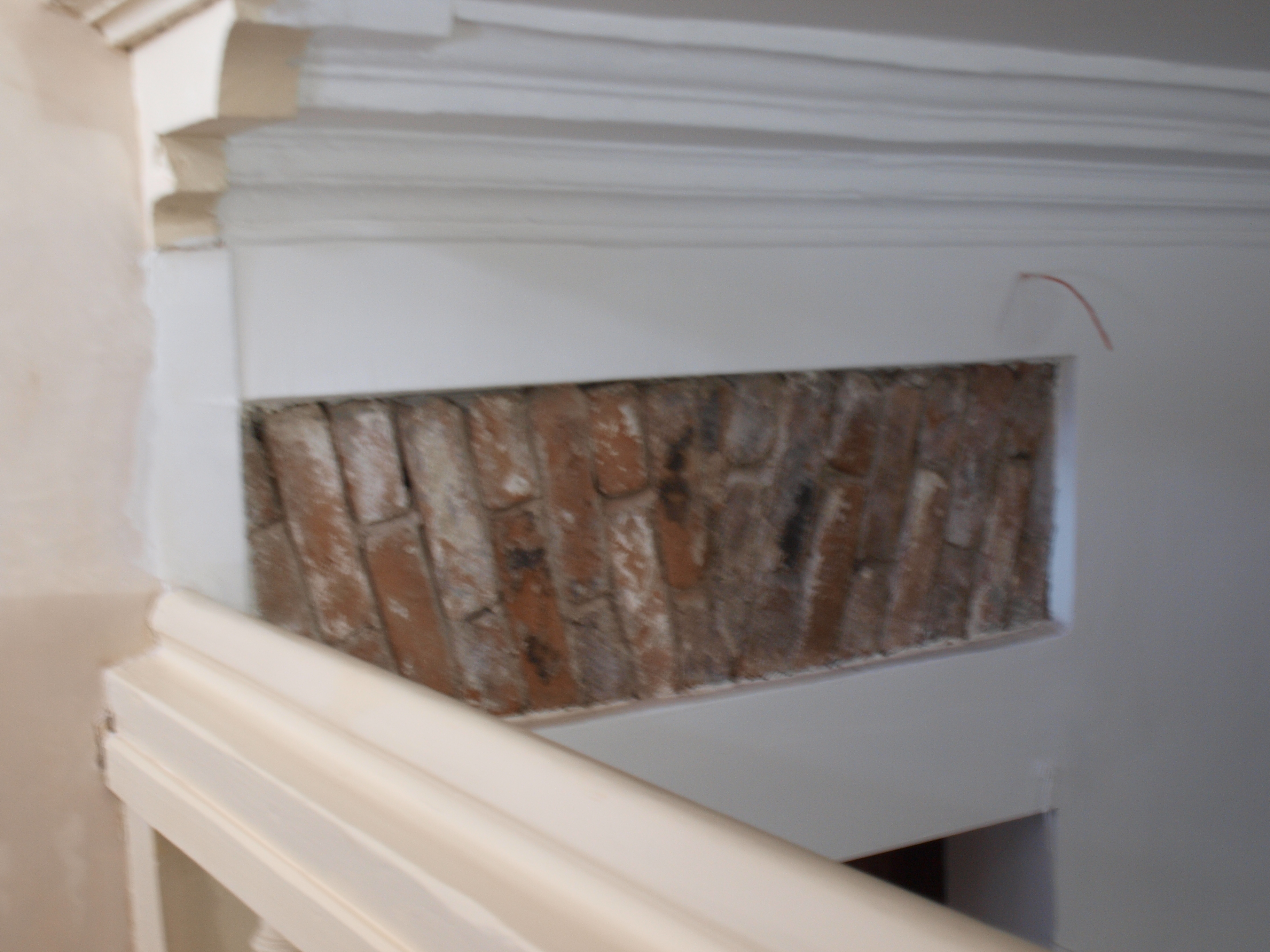
Здание заводоуправления («Дворец Михайловский»): Фрагмент старинной кирпичной кладки (1820-е годы)
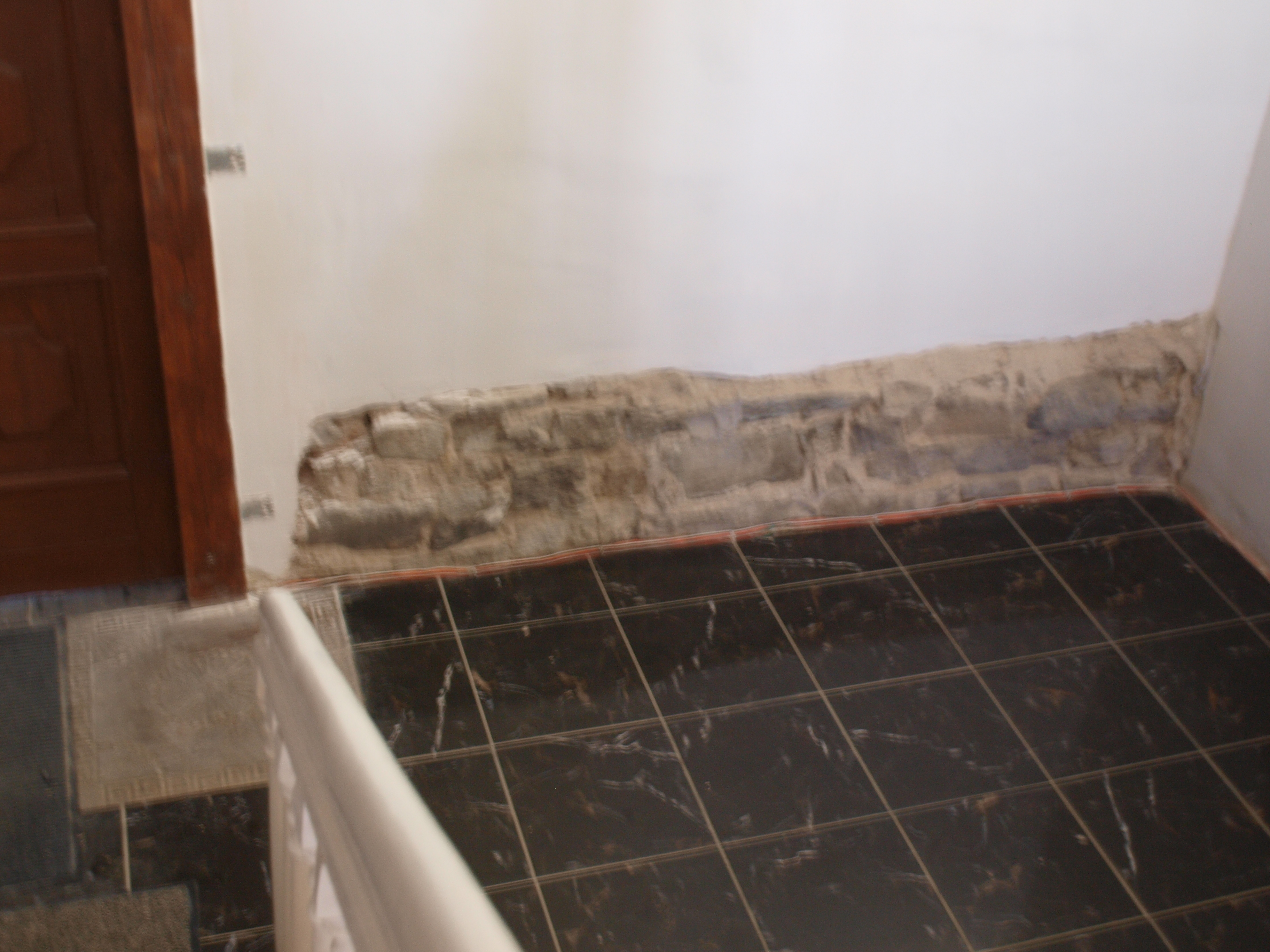
Здание заводоуправления («Дворец Михайловский»): Фрагмент старинной каменной кладки (1820-е годы)
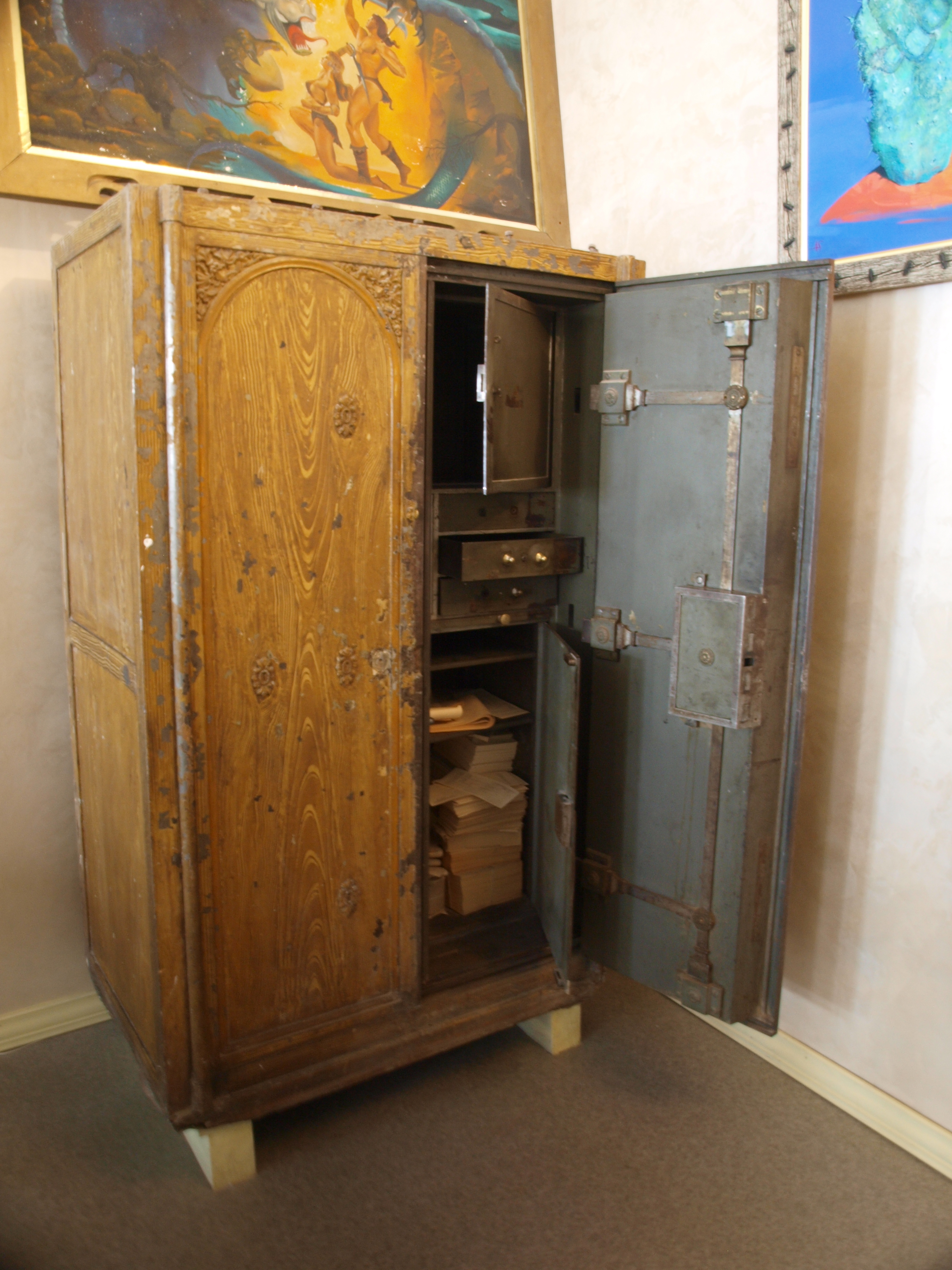
Здание заводоуправления («Дворец Михайловский»): Сейф градоначальника (XIX век, экспонат)
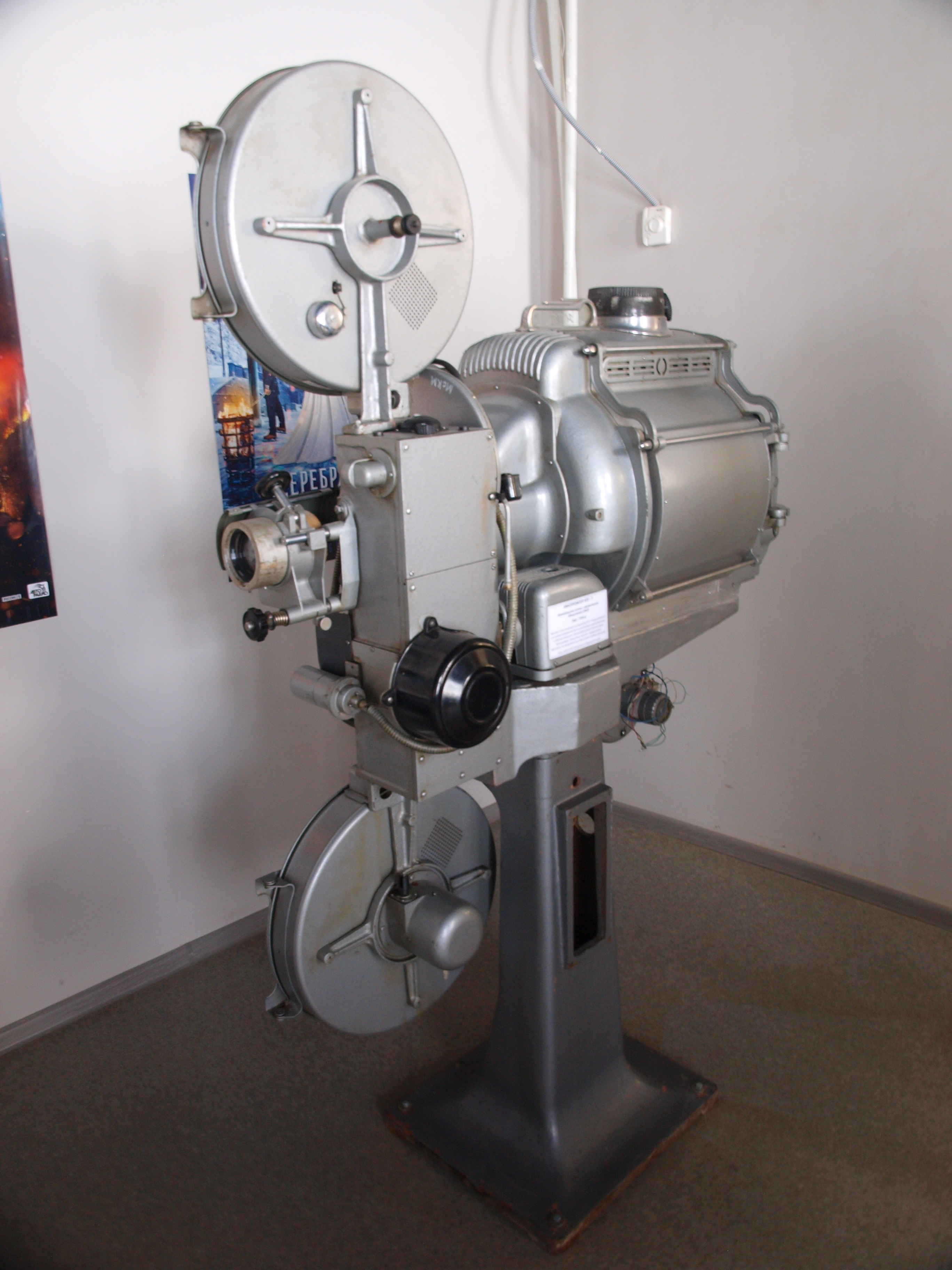
Здание заводоуправления («Дворец Михайловский»): Кинопроектор (1970-е годы, экспонат)
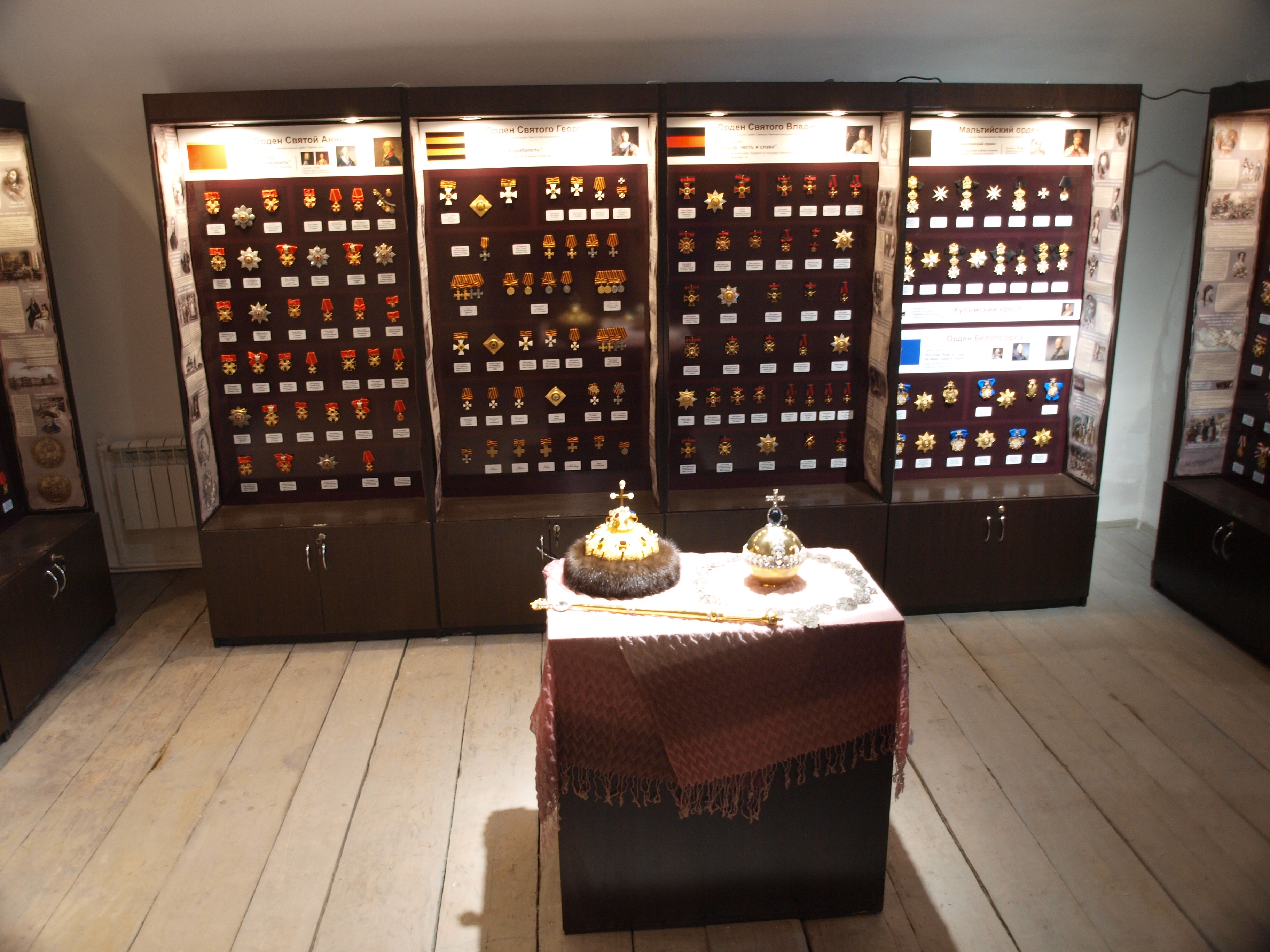
«Дворец Михайловский»: Зал «Царская кладовая». Выставка орденов Российской империи. Реплики
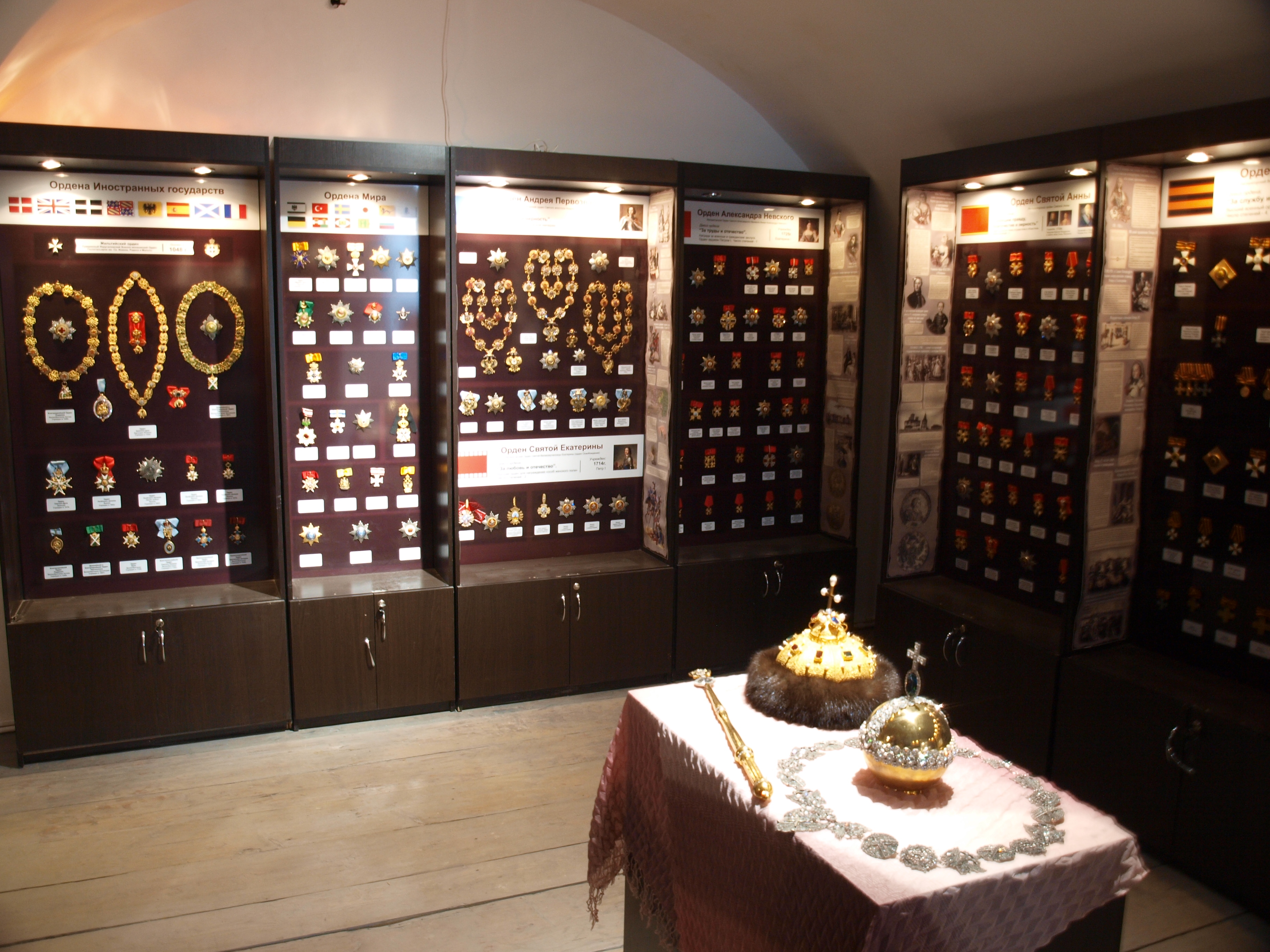
«Дворец Михайловский»: Зал «Царская кладовая». Выставка орденов Российской империи. Реплики
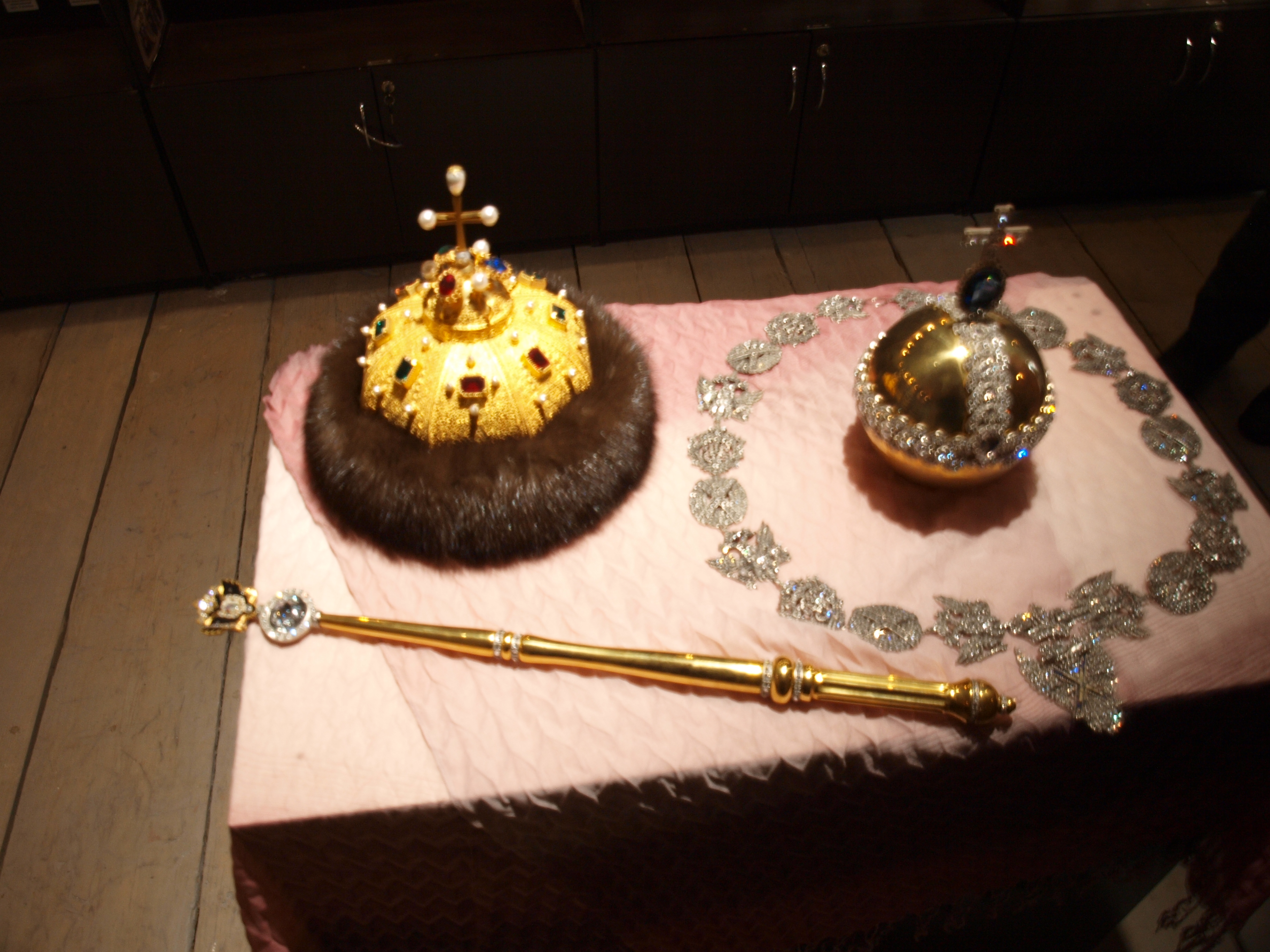
«Дворец Михайловский»: Зал «Царская кладовая». Царские регалии. Реплики
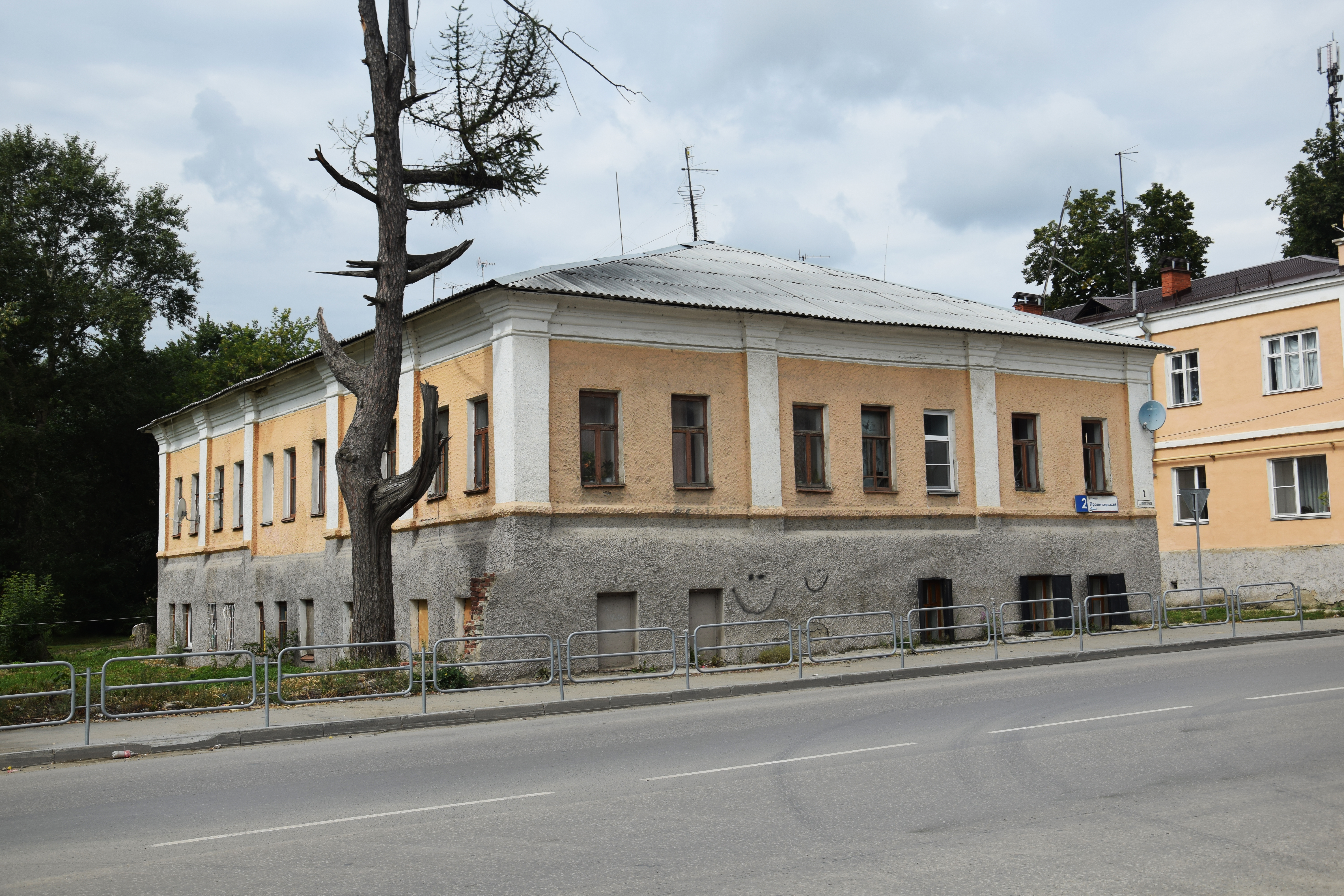
Дом управителя Миасского завода
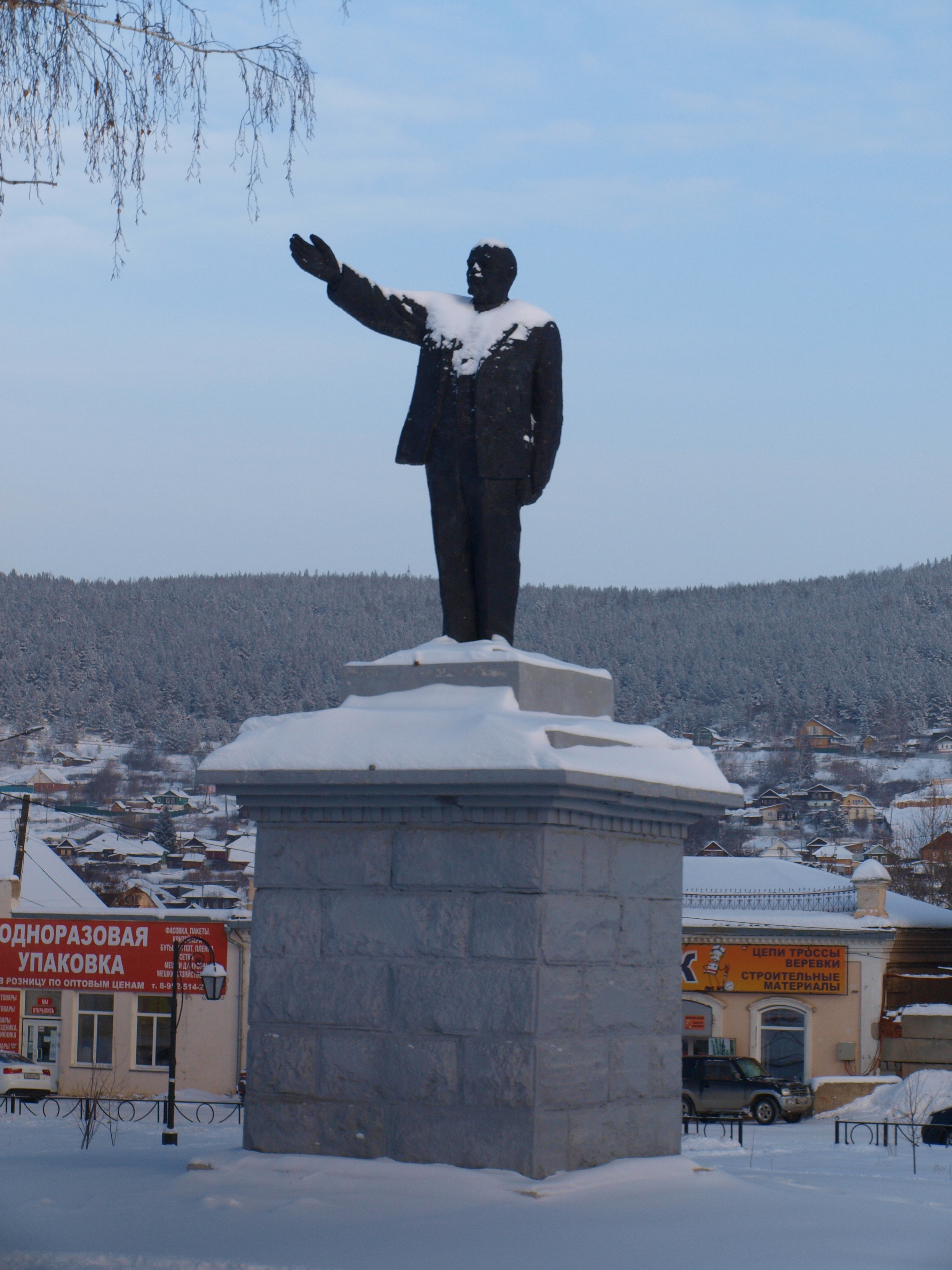
Памятник В. И. Ленину на площади Труда у Миасского напилочного завода
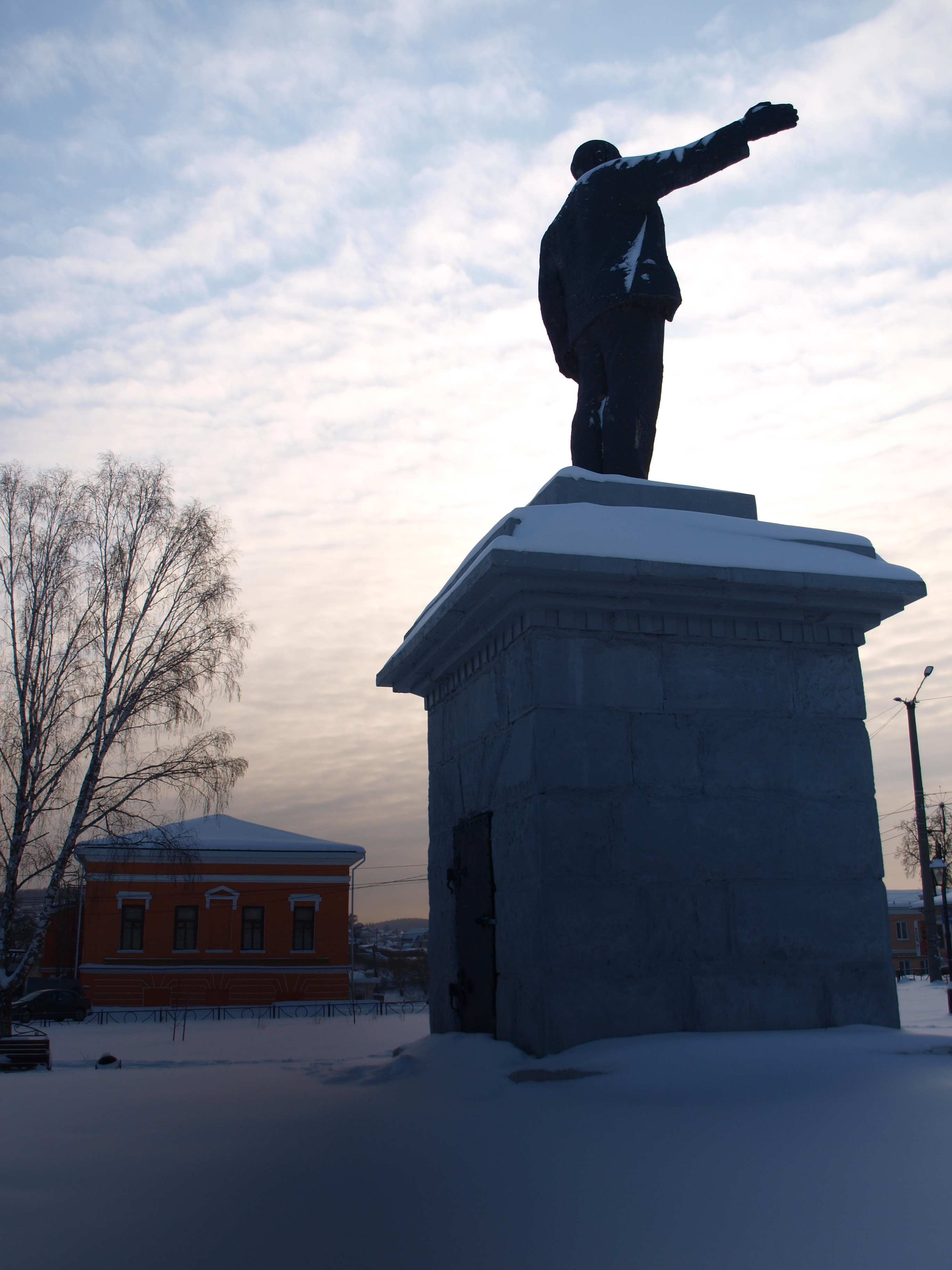
Памятник В. И. Ленину на площади Труда (Миасс). Слева — «Дворец Михайловский» (восточный фасад)
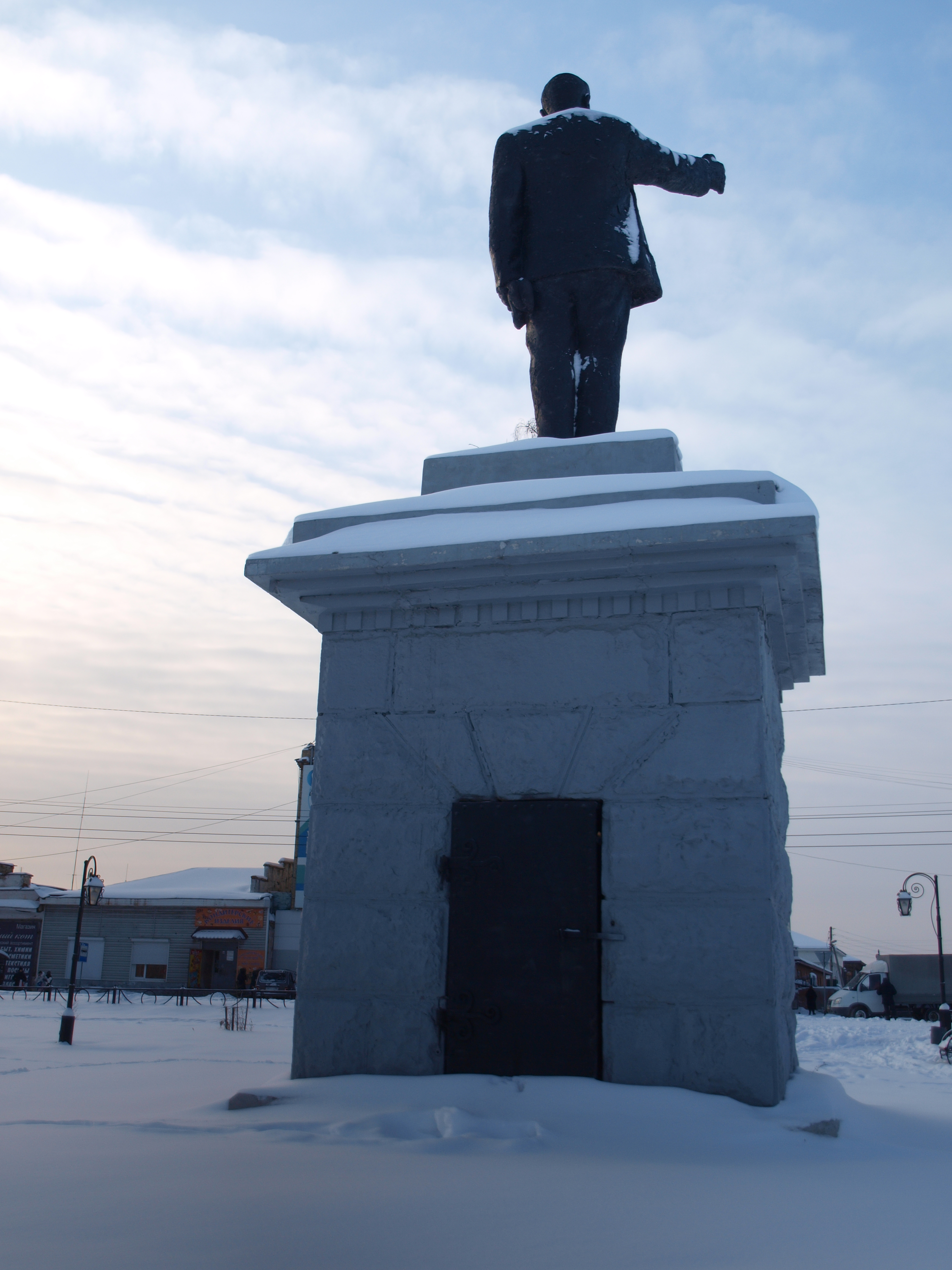
Памятник В. И. Ленину на площади Труда (Миасс). Вид сзади. Дверь — вход на бывшую трибуну
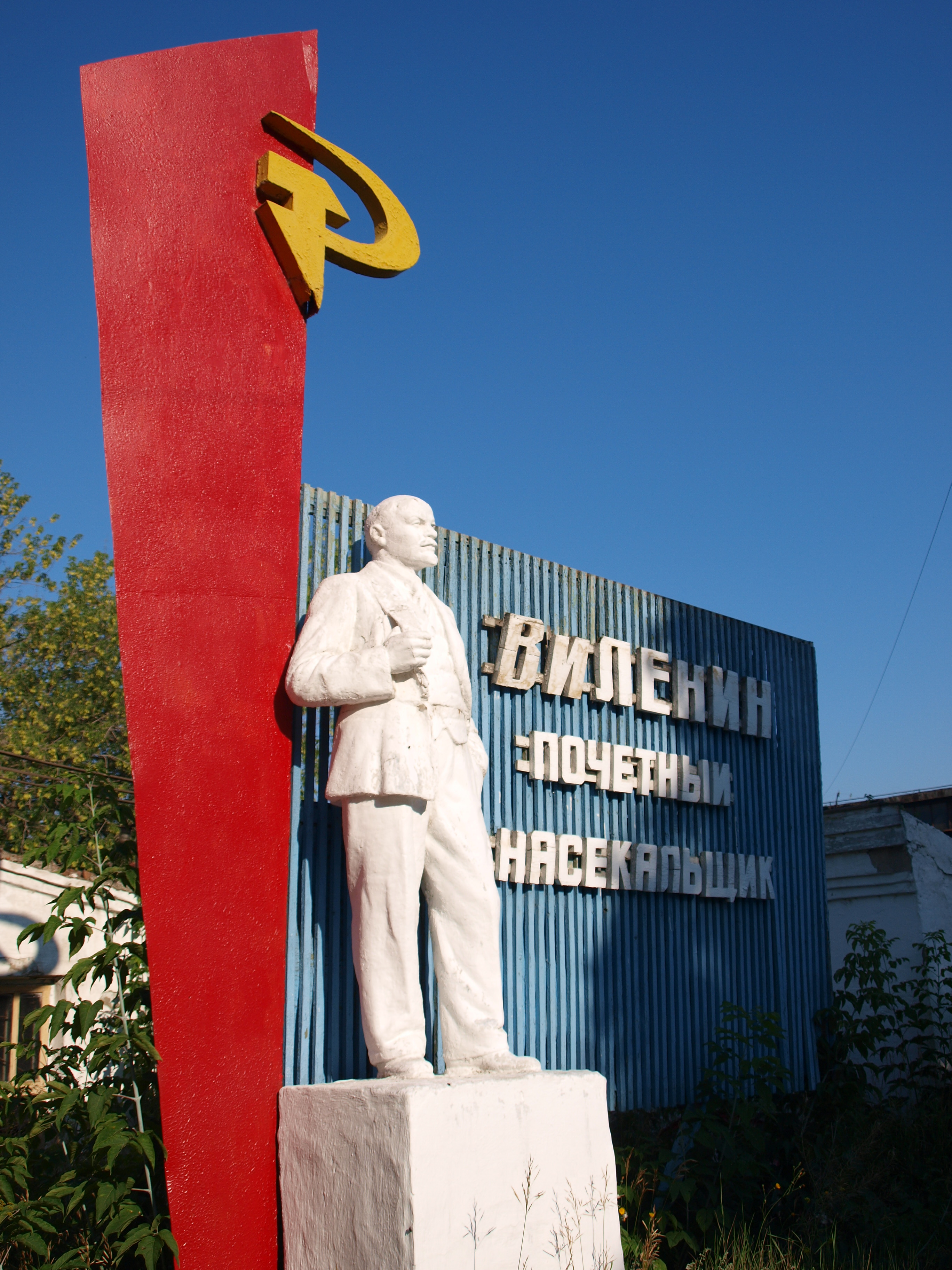
Памятник на территории Миасского напилочного завода: «В. И. Ленин — почётный насекальщик»